# Đội tuyển bóng đá bãi biển quốc gia Bahamas
Đội tuyển bóng đá bãi biển quốc gia Bahamas đại diện Bahamas ở các giải thi đấu bóng đá bãi biển quốc tế và được điều hành bởi Hiệp hội bóng đá Bahamas, cơ quan quản lý bóng đá ở Bahamas.

## Đội hình hiện tại
Ghi chú: Quốc kỳ chỉ đội tuyển quốc gia được xác định rõ trong điều lệ tư cách FIFA. Các cầu thủ có thể giữ hơn một quốc tịch ngoài FIFA.
| Số | VT | Quốc gia | Cầu thủ          |
| -- | -- | -------- | ---------------- |
| 1  | TM |          | Julio Jameson    |
| 2  | HV |          | Jean Francois    |
| 3  | HV |          | Mark Daniels     |
| 4  | HV |          | Renardo McCallum |
| 5  | HV |          | Kyle Williams    |
| 6  | TĐ |          | Gary Joeseph     |
| 7  | HV |          | Nesley Jean      |

| Số | VT | Quốc gia | Cầu thủ        |
| -- | -- | -------- | -------------- |
| 8  | HV |          | Dwayne Forbes  |
| 9  | TĐ |          | Daron Beneby   |
| 10 | TĐ |          | Lesly St.Fleur |
| 11 | TĐ |          | Gavin Christie |
| 12 | TM |          | Ivan Rolle     |
| 13 | TM |          | Valin Bodie    |
| 14 | TM |          | Torin Ferguson |
| —  |    |          |                |
| —  |    |          |                |
| —  |    |          |                |
| —  |    |          |                |

## Ban huấn luyện hiện tại
- Huấn luyện viên đội tuyển quốc gia: Jason McDowall
- Huấn luyện viên: Stephen Bellot
- Trợ lý huấn luyện viên: Julian Smith

## Thành tích
- Thành tích tốt nhất tại Giải vô địch bóng đá bãi biển Bắc, Trung Mỹ và Caribe: Hạng 6
  - 2009, 2011, 2013, 2015, 2017
- Giải vô địch bóng đá bãi biển thế giới Bahamas 2017: Hạng 10